# NGC 3049
NGC 3049 este o emission-line galaxy⁠(d) situată în constelația Leul. A fost descoperită în 20 martie 1882 de către Édouard Stephan⁠(d). Se află la o distanță de 19,59 megaparseci de Pământ.